# NBA Development League 2005-2006
La stagione della NBA Development League 2005-2006 fu la quinta edizione della NBA D-League (il nuovo nome assunto dalla Lega nell'estate 2005). La stagione si concluse con la vittoria degli Albuquerque Thunderbirds, che sconfissero i Fort Worth Flyers 119-108 nella finale a gara unica.

## Squadre partecipanti
Fecero il loro ingresso nella Lega due nuove squadre: i Fort Worth Flyers e gli Arkansas RimRockers, questi ultimi provenienti dalla American Basketball Association.
I Columbus Riverdragons lasciarono invece la Georgia e si trasferirono ad Austin in Texas, assumendo il nome di Austin Toros. Anche gli Asheville Altitude (campioni l'anno precedente) cambiarono città trasferendosi a Tulsa in Oklahoma, e assumendo il nome di Tulsa 66ers. Infine gli Huntsville Flight si trasferirono ad Albuquerque, diventando gli Albuquerque Thunderbirds.
- Albuquerque T'birds
- Ark. RimRockers
- Austin Toros
- Fayet. Patriots

- Florida Flame
- Fort Worth Flyers
- Roanoke Dazzle
- Tulsa 66ers

## Classificaregular season
| Squadra                  | V  | P  | PCT  | GB |
| ------------------------ | -- | -- | ---- | -- |
| Fort Worth Flyers        | 28 | 20 | 58,3 | -- |
| Albuquerque Thunderbirds | 26 | 22 | 54,2 | 2  |
| Florida Flame            | 25 | 23 | 52,1 | 3  |
| Roanoke Dazzle           | 25 | 23 | 52,1 | 3  |
| Arkansas RimRockers      | 24 | 24 | 50,0 | 4  |
| Austin Toros             | 24 | 24 | 50,0 | 4  |
| Tulsa 66ers              | 24 | 24 | 50,0 | 4  |
| Fayetteville Patriots    | 16 | 32 | 33,3 | 12 |

## Play-off
|  | Semifinali | Semifinali               | Semifinali |                   |     | Finale                   | Finale | Finale |  |
|  |            |                          |            |                   |     |                          |        |        |  |
|  | 2          | Albuquerque Thunderbirds | 80         |                   |     |                          |        |        |  |
|  | 2          | Albuquerque Thunderbirds | 80         |                   |     |                          |        |        |  |
|  | 3          | Florida Flame            | 71         |                   |     |                          |        |        |  |
|  | 3          | Florida Flame            | 71         |                   | 2   | Albuquerque Thunderbirds | 119    |        |  |
|  |            |                          |            |                   | 2   | Albuquerque Thunderbirds | 119    |        |  |
|  |            |                          | 1          | Fort Worth Flyers | 118 |                          |        |        |  |
|  | 1          | Fort Worth Flyers        | 1          | Fort Worth Flyers | 118 | 87                       |        |        |  |
|  | 1          | Fort Worth Flyers        |            |                   |     |                          |        |        |  |
|  | 4          | Roanoke Dazzle           | 78         |                   |     |                          |        |        |  |

| Campione NBA Development League 2005-2006 |
| ----------------------------------------- |
| Albuquerque Thunderbirds 1º titolo        |

## Statistiche
| Categoria             | Giocatore      | Squadra               | Stat |
| --------------------- | -------------- | --------------------- | ---- |
| Punti per gara        | Will Bynum     | Roanoke Dazzle        | 24,0 |
| Rimbalzi per gara     | Dwayne Jones   | Florida Flame         | 11,7 |
| Assist per gara       | Kareem Reid    | Arkansas RimRockers   | 8,1  |
| Palle rubate per gara | Anthony Grundy | Roanoke Dazzle        | 2,5  |
| Stoppate per gara     | Ndudi Ebi      | Fort Worth Flyers     | 2,3  |
| FG%                   | Amir Johnson   | Fayetteville Patriots | 66,8 |
| FT%                   | Mike King      | Fayetteville Patriots | 87,5 |
| 3FG%                  | Brandon Dean   | Arkansas RimRockers   | 53,1 |

## Premi NBA D-League
- Most Valuable Player: Marcus Fizer, Austin Toros
- Rookie of the Year: Will Bynum, Roanoke Dazzle
- Defensive Player of the Year: Derrick Zimmerman, Austin Toros
- Sportsmanship Award:  Ime Udoka, Fort Worth Flyers
- All-NBDL First Team
  - Andre Barrett, Florida Flame
  - Will Bynum, Roanoke Dazzle
  - Marcus Fizer, Austin Toros
  - Anthony Grundy, Roanoke Dazzle
  -  Ime Udoka, Fort Worth Flyers
- All-NBDL Second Team
  - Erik Daniels, Fayetteville Patriots
  - John Lucas, Tulsa 66ers
  - Scott Merritt, Austin Toros
  - Luke Schenscher, Fort Worth Flyers
  - Jamar Smith, Austin Toros (pari)
  - Isiah Victor, Roanoke Dazzle (pari)